# Козлов, Владимир Петрович (историк)
Влади́мир Петро́вич Козло́в (23 июня 1949, д. Горки, Тульская область — 10 января 2025, Москва) — советский и российский историк, археограф, архивист, преподаватель. Доктор исторических наук (1989), профессор (1997), член-корреспондент РАН с 30 мая 1997 года по Отделению истории (российская история). Специалист в области археографии, изучения закономерностей взаимодействия общества и исторического источника, проблем архивного дела, исторических фальсификаций. Руководитель Федеральной архивной службы России в 1996—2009 годах. С 2001 года — профессор, с 2010 года — заслуженный профессор РГГУ. Заслуженный работник культуры Российской Федерации (2009).

## Биография
В 1972 году окончил историко-архивный факультет МГИАИ по кафедре источниковедения. В 1976 году в Институте истории СССР АН СССР защитил диссертацию на соискание учёной степени кандидата исторических наук по теме «К. Ф. Калайдович и развитие вспомогательных (специальных) исторических дисциплин» (специальность 07.00.09 — историография и источниковедение). В 1989 году в Московском государственном историко-архивном институте защитил диссертацию на соискание учёной степени доктора исторических наук «Русская археография конца XVIII — первой четверти XIX вв.» (специальность 07.00.09 — историография и источниковедение); официальные оппоненты — член-корреспондент АН СССР доктор филологических наук Л. А. Дмитриев, доктор исторических наук В. Н. Автократов и доктор исторических наук, профессор С. О. Шмидт; ведущая организация — Ленинградское отделение Института истории СССР АН СССР.
В 1972—1982 годах — старший научный сотрудник, с 1979 года заведующий сектором ВНИИ документоведения и архивного дела.
В 1982—1991 годах — старший научный сотрудник Института истории СССР АН СССР, одновременно с 1985 года — учёный секретарь Отделения истории АН СССР.
В 1991—1993 годах — директор Российского центра хранения и изучения документов новейшей истории (ныне — РГАСПИ).
В 1993—1996 годах — заместитель руководителя Государственной архивной службы России (впоследствии — Федеральной архивной службы). С 22 сентября 1994 года — член Комиссии по рассекречиванию документов.
С декабря 1996 по 13 марта 2004 года — руководитель Федеральной архивной службы России, с 13 марта 2004 по 21 сентября 2009 года — руководитель Федерального архивного агентства. С 15 мая 2009 до 22 января 2010 года входил в состав Комиссии по противодействию попыткам фальсификации истории в ущерб интересам России.
Член редакционной коллегии журнала «Вестник архивиста» и редакционного совета журнала «Исторический архив».
Умер 10 января 2025 года в возрасте 75 лет. Похоронен на кладбище Ракитки.
Супруга — Наталья Козлова, начальник отдела производственной практики РГГУ, дочь историка А. А. Зимина.

## Награды
- Орден Почёта (28 июня 1999) — за большие заслуги в развитии отечественного архивного дела[8]
- Заслуженный работник культуры Российской Федерации (30 июня 2009) — за большой вклад в развитие архивного дела, сохранение культурного и исторического наследия[9]
- Государственная премия Российской Федерации 2002 года в области науки и техники (13 декабря 2003) — за работу «Политические партии России. Конец XIX — первая треть XX века. Документальное наследие» (серийное издание в 24 томах, 28 книгах)[10]
- Почётная грамота Правительства Российской Федерации (23 июня 1999) — за заслуги в развитии архивного дела в Российской Федерации и многолетний добросовестный труд[11]
- Благодарность Правительства Российской Федерации (15 декабря 2006) — за вклад в подготовку и проведение церемонии переноса из Королевства Дания и захоронения в Петропавловском соборе г. Санкт-Петербурга праха вдовствующей Императрицы Марии Фёдоровны, супруги Императора Александра III[12]

## Основные публикации
Автор более 310 научных публикаций, монографий по истории России, историографии, источниковедению, археографии, в том числе:
- Колумбы российских древностей. — M.: Наука, 1981. — 173 с.; 2-е изд. M.: Наука, 1985. — 173 с. (в серии «Страницы истории нашей Родины»)
- Козлов В. П. Кружок А. И. Мусина-Пушкина и «Слово о полку Игореве»: Новые страницы истории древнерусской поэмы в XVIII в. / Отв. ред. В. И. Буганов; Рецензенты: Л. А. Дмитриев, С. О. Шмидт; Институт истории СССР АН СССР. — М.: Наука, 1988. — 272 с. — 7000 экз. — ISBN 5-02-009467-6. (в пер.)
- «История государства Российского» Н. М. Карамзина в оценках современников. — M.: Наука, 1989. 224 с. (в серии «Страницы истории нашей Родины»)
- Тайны фальсификации: анализ подделок исторических источников XVIII—XIX веков. Пособие для студентов вузов. — M.: Аспект-Пресс, 1994. — 270 с.
  - Тайны фальсификации: анализ подделок исторических источников XVIII—XIX веков. — 2-е изд. — М.: Аспект Пресс, 1996. — 272 с. — ISBN 5-7567-0044-7.
- Российская археография конца XVIII — первой четверти XIX века / Рос. гос. гуманит. ун-т. Ист.-арх. ин-т. — M.: РГГУ, 1999. — 415 с.
- Российское архивное дело: Арх.-источниковед. исслед. M.: РОССПЭН, 1999. 334 с.
- [lib.ru/POLITOLOG/KOZLOW/klio.txt Обманутая, но торжествующая Клио: Подлоги письменных источников по российской истории в XX веке]. — М.: Российская политическая энциклопедия (РОССПЭН), 2001. — 224 с. — 2000 экз. — ISBN 5-8243-0108-5.
- Теоретические основы археографии с позиций современности // Отечественные архивы. 2001. № 1. С. 10-33.
- Гл. ред.: Архивы России: Москва и Санкт-Петербург: Справ, обозрение и библиогр. указ. M.: Археогр. центр, 1997. 1070 с. (совм. с П.-К. Гримстед)
- Гл. ред.: Проблемы зарубежной архивной россики: Сб. ст. / Федер. арх. служба россии. Центр хранения соврем, документации. M.: Русский мир, 1997(1996). 200 с.
- Гл. ред.: Государственные хранилища документов бывшего Архивного фонда КПСС: Справ. / Федер. арх. служба Рос. Федерации. ВНИИ документоведения и арх. дела. Новосибирск: Сибирский хронограф, 1998. 325 с.
- Теоретические основы археографии / В. П. Козлов. — Новосибирск: Сибирский хронограф, 2003. — 152 с. — 1000 экз. — ISBN 5-87550-173-1. (в пер.)
- Проблемы доступа в архивы и их использования : некоторые размышления над опытом работы рос. арх. 90-х годов XX в. / В. П. Козлов; Рос. о-во историков-архивистов. — М.: РОИА, 2004. — 92, [1] с.
- Российские архивы в условиях административной реформы // Вестник архивиста. 2005. № 1. С. 9-19.
- О причинах краж документов в федеральных архивах // Отечественные архивы. 2006. № 5. С. 82-85.
- Основы теоретической и прикладной археографии. — 2-е изд., перераб. и доп. — М.: РОССПЭН, 2008. — 246 с.
- Бог сохранял архивы России: публикация книги // Архивные ведомости: газ. архивистов Свердл. обл. 2009. № 12 (100).
- Бог сохранял архивы России / В. П. Козлов. — Челябинск: Книга, 2009. — 544 с. (в пер.)
- Тайны документальных фальсификаций, или Обманутая, но торжествующая Клио: анализ подделок документальных исторических источников по российской истории в XVIII — начале XXI века. — М. : Новый хронограф, 2015. — 679 с. ISBN 978-5-94881-258-8